# Ясьона (Крапковицький повіт)
Ясьона (пол. Jasiona, нім. Jeschona) — село в Польщі, у гміні Здзешовиці Крапковицького повіту Опольського воєводства.
Населення — 403 особи (2011).

## Демографія
Демографічна структура станом на 31 березня 2011 року:
|          | Загалом | Допрацездатний вік | Працездатний вік | Постпрацездатний вік |
| -------- | ------- | ------------------ | ---------------- | -------------------- |
| Чоловіки | 216     | 40                 | 150              | 26                   |
| Жінки    | 187     | 27                 | 121              | 39                   |
| Разом    | 403     | 67                 | 271              | 65                   |